# Gare de Thuès-les-Bains
Gare de Thuès-les-Bains – przystanek kolejowy w Nyer, w departamencie Pireneje Wschodnie, w regionie Oksytania, we Francji. Jest zarządzany przez SNCF (budynek dworca) i przez RFF (infrastruktura). 
Został otwarty w 1910 przez Compagnie des chemins de fer du Midi et du Canal latéral à la Garonne. Jest obsługiwany przez pociągi TER Languedoc-Roussillon.

## Położenie
Przystanek znajduje się na Ligne de Cerdagne, w km 13,860, na wysokości 720 m n.p.m., pomiędzy stacjami Nyers i Thuès-Carença. 

## Linie kolejowe
- Ligne de Cerdagne